# Русские в Тунисе
Ру́сские в Туни́се — небольшая русская община в Северной Африке. До 1917 года в Тунисе проживали несколько десятков подданных Российской империи. В 1920—1921 годах в результате прихода в Бизерту белоэмигрантской эскадры в Тунисе появилось около 6 тысяч бывших российских подданных, но в 1926 году численность русских составляла около 900 человек. В 1958 году численность русской общины в Тунисе составила менее 200 человек.

## Русские в Тунисе до 1920 года
Тунис интересовал власти России ещё в период османского правления. В XIX веке и до 1912 года интересы России в Тунисе представляли голландские консулы, происходившие из семьи Ниссенов (впрочем, консул Генри Ниссен в мае — июне 1888 года посетил Россию и принял российское подданство). В 1912—1917 годах интересы России в Тунисе представлял шведский консул Отто Минкс.
Подданные Российской империи в Тунисе появлялись эпизодически — заход российских кораблей, прибытие путешественников, учёных. Так, в 1825 году у берегов Туниса потерпело кораблекрушение российское торговое судно «Сен Поль». В 1891—1892 годах инженер Х. В. Гельман изучал пески в Алжире и Тунисе, весной 1897 года в Тунисе был археолог М. И. Ростовцев, 15 мая 1902 года на тунисский берег сошёл ботаник В. И. Липский, командированный Петербургским ботаническим садом, в 1910 году геолог МГУ Я. В. Самойлов посетил тунисские рудники, весной 1913 года по Алжиру и Тунису путешествовал почвовед Д. А. Драницын, летом 1914 года по Тунису ездил от Русского географического общества зоолог Е. Н. Павловский.
Постоянного русского населения в Тунисе в начале XX века почти не было. По переписи иностранного населения Туниса 1906 года значилось всего 70 русских. 18 ноября 1916 года премьер-министр Туниса Мохаммед Таиб Жалули направил в Министерство иностранных дел Российской империи ноту, в которой со ссылкой на российского консула сообщил, что «в Тунисском регентстве не осталось никого из подданных России». Вероятно, эта информация была неточной. Известно, что с 1914 года в Тунисе проживал художник А. А. Рубцов, до 1917 года состоявший в переписке с Императорской Академией художеств, которой присылал фотографии своих работ

## Приход Русской эскадры
Прибывшая в декабре 1920 — январе 1921 года Русская эскадра привезла в Бизерту большое число выходцев из России. Однако к середине 1920-х годов число русских эмигрантов в Тунисе сократилось с примерно 6 тысяч человек до около 1 тысячи человек. Согласно переписи
1926 года общее число русских в Тунисе составило 876 человек, из них 700 взрослых (500 мужчин и 200 женщин).
В 1920-е — 1930-е годы в Тунисе русские создали ряд общественных организаций, которые числились общественными и благотворительными, так как в Тунисе иностранцам запрещалось создавать политические общества.
Русские организации в Тунисе поддерживали связи с русскими организациями во Франции. Так, в начале
марта 1929 года в Тунисе был организован Временный комитет по оказанию помощи русским безработным во Франции.

## Русские в Тунисе во время Второй мировой войны
Во время Второй мировой войны Тунис с ноября 1942 года по май 1943 года был оккупирован немцами. Многие русские Туниса, имевшие французское гражданство, были призваны во французскую армию. Правительство Ш. де Голля мобилизовало русских граждан, не принявших французское подданство, как апатридов. В Тунисе было открыто отделение Союза русских патриотов, которое возглавил С. С. Кочетов. В марте 1944 года в Русской библиотеке города Туниса прошло общее собрание членов Союза, которое коллективно обратилось к полномочному представителю СССР в Алжире с протестом против мобилизации русских Туниса, не имевших французского гражданства во французскую армию. В октябре 1944 года Союз помощи русских эмигрантов в Тунисе организовал сбор пожертвований — собрали 85 222 франков, которые отправили в Москву на имя И. В. Сталина.

## Возвращение в СССР
После окончания Второй мировой войны русская община в Тунисе (как и русская эмиграция во Франции) получила возможность вернуться в СССР. В октябре 1946 года был образован тунисский отдел Союза советских патриотов, его председателем стал Ф. А. Гиршберг. В апреле 1947 года со специальным визитом Тунис посетил вице-консул СССР в Алжире П. И. Костягин. В связи с этим провели собрание тунисского отдела, на котором его объединили с местным Союзом взаимопомощи русским эмигрантам. Вице-консул вручил 68 советских паспортов русским эмигрантам Туниса (в том числе Ф. А. Гиршбергу).
Признание независимости Туниса Францией привело к отъезду во Францию многих европейцев, в том числе русских эмигрантов. В 1958 году в Тунисе было менее 200 русских.